# Орендел фон Геминген
Орендел фон Геминген (на немски: Orendel von Gemmingen; * преди Великден 1464; † 8 септември 1520 в Михелфелд, днес в Ангелбахтал) е от 1499 г. камер-майстер в Курпфалц, по-късно обер-амтман на Милтенберг, Таубербишофсхайм, Кюлсхайм, Бухен и Кьонигсхайм, вицедом, фогт в Гермерсхайм, продължава линията Геминген-Михелфелд.
Той е син на Кекханс фон Геминген (1431 – 1487) и съпругата му Бригита фон Нойенщайн († 1479), дъщеря на Гьотц фон Нойенщайн и Елза фон Берлихинген. Брат му Уриел фон Геминген (1468 – 1514) е курфюрст и архиепископ на Майнц (1508 – 1514) и ерц-канцлер.
Както баща му, Орендел започва служба в Курпфалц. През 1486 г. той тръгва с курфюрст Филип пред Геролдсек. През 1493 г. той става фогт в Гермерсхайм в Пфалц. През 1499 г. курфюрстът му дава титлата курпфалцски камер-майстер към своите водещи финансови служители. През 1501 г. той е в делегация на имперските рицари на преговори с римско-немския крал Максимилиан I.
Орендел купува през 1506 г. град Зинсхайм от пфалцграф Филип.
Брат му Уриел – вече архиепископ на Майнц – го прави през 1509 г. обер-амтман на Милтенберг, Бишофсхайм, Кюлсхайм, Бухен и Кьонигсхофен.
Той умира на 56 години през 1520 г. в Михелфелд.

## Фамилия
Орендел фон Геминген се жени на 5 юли 1491 г. в Ебернбург за Катарина фон Зикинген († 16 декември 1493), сестрата на Франц фон Зикинген (1481 – 1523), дъщеря на Швайкхардт VIII/Свикер фон Зикинген († 1505) и Маргарета Пулер фон Хоенбург († 1517). Катарина умира след две години, няколко седмици след раждането на единствения ѝ син Вайрих (1493 – 1548), и е погребана в Гермерсхайм.
Орендел фон Геминген се жени втори път 1498 г. в Хайделберг за Катарина фон Гумпенберг. Бракът е бездетен.